# Krzyżewko
Krzyżewko – wieś w Polsce położona w województwie warmińsko-mazurskim, w powiecie oleckim, w gminie Wieliczki. W latach 1975–1998 miejscowość administracyjnie należała do województwa suwalskiego.

## Historia
Wieś założona na prawie chełmińskim w 1559 r., kiedy to starosta książęcy, Krzysztof Glaubitz, sprzedał Januszowi Kirsznerowi z Niedźwiedzkich sześć włók ziemiańskich nad granicą z Litwą.
Z dokumentów wynika, że jeszcze na przełomie XVIII i XIX wieku zamieszkiwali ją wolni chłopi chełmińscy. W 1938 r. we wsi było 65 mieszkańców.
Wieś nazywana była dawniej Refusowizna (prawdopodobnie starsza nazwa miejsca), Krzysöwken (druga nazwa zapewne zniekształcona od nazwiska zasadźcy Janusza Kirsznera). W 1921 roku zmieniono urzędowa nazwę na Rehfeld. Obecnie wieś nosi nazwę Krzyżewo.